# 유다 바르사빠
유다 바르사빠(공동번역), 유다 바사바(개신교)는 신약성경의 예언자로, 서기 50년 즈음의 예루살렘 공의회 시기의 초기 예루살렘 교회 공동체의 지도자다.

## 성경적 근거
사도행전 15:22에서 그의 이름이 언급되는데, 실라와 함께 "형제 중에 인도자"로 묘사된다. 유다와 실라는 바울로와 바르나바의 동역자로서 안티오키아로의 여정에 동행한 사절로, 이방인의 할례에 대한 공의회의 편지를 전송한다.
사도행전 15:32에서는 그와 실라를 두고 예언자라고 하는데, "여러 말로 형제를 권면하여 굳게 하"였다고 묘사된다. 안티오키아에서 머무른 뒤 유다는 예루살렘으로 돌아오고, 실라는 거기 남게 된다.

## 같이 보기
- 사도행전 15장
- 유다 이스카리옷
- 바라바